# Socket 423
Il Socket 423 è il socket utilizzato per le prime CPU Intel Pentium 4 basate sul core Willamette. Andò a soppiantare il Socket 370 utilizzato per gli ultimi Pentium III, ma ebbe una vita relativamente corta, circa 1 anno, in quanto era elettricamente inadeguato ad alloggiare i Pentium 4 che superavano i 2 GHz.

## Caratteristiche
Come per lo Slot 1 del 1997, anche il Socket 423 ebbe una vita molto breve, e cioè dal novembre 2000 all'agosto 2001. Per il socket 423 fu prodotta una sola CPU dal core Willamette. Le vendite furono inferiori alle aspettative. L'introduzione dell'Intel Pentium 4 e l'architettura Netburst fece fare un grande balzo nel futuro. Anche la CPU Pentium 4 570 da 3,8 GHz si basa su questa architettura, che impressiona ancora per la sua scalabilità. La velocità di clock è quello che conta per queste CPU e Intel per molti anni si è basata principalmente su questa scalabilità. Allo stesso tempo, furono però implementate tecnologie come il "Thermal monitor 1". Questa tecnologia permette alla CPU di saltare dei cicli di clock, in maniera tale da proteggersi dal surriscaldamento quando il raffreddamento non è adeguato.
Per supplire all'enorme richiesta di potenza, le motherboard furono equipaggiate con connettori elettrici addizionali, siccome il P4 raggiungeva i 74 watt. Furono inoltre apportate molte innovazioni tecniche, come le estensioni SSE2 che permettevano una codifica video più veloce, punto di forza di questi processori. Per passare a queste nuove CPU, erano necessari anche un nuovo alimentatore, un dissipatore per CPU e della memoria Rambus. Intel raggiunse livelli record con il chipset 850 (Tehama), con il quale fece registrare un bandwidth pari a 2,5 GB. Tuttavia, il prezzo per questi sistemi era troppo elevato, specialmente a causa della memoria.
Il suo successore è stato il Socket 478. Il "PowerLeap PL-P4/N" è un adattatore di socket che permette di installare CPU socket 478 su schede madri dotate di socket 423.